# Scaphoidula rubrocincta
Scaphoidula rubrocincta är en insektsart som beskrevs av Keti Maria Rocha Zanol 1989. Scaphoidula rubrocincta ingår i släktet Scaphoidula och familjen dvärgstritar. Inga underarter finns listade i Catalogue of Life.